# Pfeiffera paranganiensis
A Pfeiffera paranganiensis egy termesztésben gyakran tartott epifita kaktusz.

## Jellemzői
Szárai kezdetben felegyenesednek, később elfekvők, szabálytalanul elágaznak, 4 m hosszúak lehetnek hajtásai. Szárai 12 mm vastagok, a hajtásélek erősen konkávok, 2-5 bordásak. Areolái 25–40 mm-re fejlődnek egymástól, fiatalon egy 1 mm hosszú barnássárga levélkezdemény jelenik meg alján. Az areolák szőrei krémszínűek. Tövisei 1-4-es csoportokban állnak, sárgásak, kettő közülük sinusszerű, keskenyebb és 4–5 mm hosszú, míg a többi 7–10 mm hosszú. Virágai magánosak, 17–20 mm hosszúak, 18–22 mm szélesre nyílnak ki. A magház 6–7 mm hosszú, 9–10 mm széles, vöröses-zöldes színű, a pikkelylevelek oválisak, az areoláris szőrök 1 mm hosszúak, 2-4 szőrszerű tövise 2 mm hosszú, sárga. A szirmok sárgásak-krémszínűek, vöröses csúcsban végződnek. A porzószálak 10 mm hosszúak, sárgásak, a portokok sárgák. A bibeszál 7 mm hosszú, krémszínű, 2-3 lobusban végződik. Termése 8 mm átmérőjű gömbölyded bogyó, színe sárgásbarna, zöld futtatással. Magjai 1,75×1×0,5 mm-esek, feketék. Az Acanthorhipsalis subgenus tagja.

## Elterjedése
Bolívia, Cochabamba, terresztrikus vagy epilitikus 2600–3000 m tengerszint feletti magasságban. Termesztésben nem virágzik, ha hajtásai függőkosárban nevelve csüngenek.